# Suzuki B-King
Suzuki B-King je motocykl kategorie nakedbike, vyvinutý firmou Suzuki, vyráběný v letech 2008–2012.

## Historie modelu
První koncept modelu byl představen na Tokio motor Show již v roce 2001, do sériové výroby se však dostal až v roce 2008. I přes takto dlouhou dobu nedošlo na první pohled k zásadním změnám. Největší změnou bylo opuštění konceptu turbomotoru a využití osvědčeného motoru z 2. generace Suzuki Hayabusa. Konkurenci představují Yamaha V-Max a Ducati Streetfighter. V minulosti byl obdobným modelem typ Honda X-Eleven, který také vycházel ze sportovního modelu, tehdy Honda CBR 1100 XX Super Blackbird. B-King vychází se supersportu Suzuki GSX-R 1300 Hayabusa. Jedná se o nakedbike vycházející technicky ze supersportu s masivním nástupem výkonu a technickými vymoženostmi.
Výkonný a ověřený motor je kapalinou a olejem chlazený řadový čtyřválec se svody 4:1. Dojem mohutné nádrže zvýrazňují boční plasty s integrovanými blinkry. Páteřový rám zvýrazňuje monstróznost motocyklu. Spínací skříňka je trochu netradičně umístěna na nádrži a spolu s ní i ovladače PP a přepínače kterými je možné volit normální (A) nebo snížený výkon (B). Pružný motor díky objemu a síle dokáže akcelerovat téměř z jakéhokoliv rychlostního stupně.
Přes vysoký výkon je motocykl velmi dobře ovladatelný i v nízkých rychlostech čemuž dopomáhá také sériový tlumič řízení. V pozdějších letech bylo motocykl možné zakoupit také ve verzi ABS, což byl jediný elektronický asistent, kterým byl motocykl vybaven. 

## Technické parametry
- Rám: páteřový
- Suchá hmotnost: 235 kg
- Pohotovostní hmotnost:
- Maximální rychlost: 240 km/h
- Spotřeba paliva: 6,8 l/100 km